# Gathynia ochripennis
Gathynia ochripennis är en fjärilsart som beskrevs av W. Warren 1906. Gathynia ochripennis ingår i släktet Gathynia och familjen Uraniidae. Inga underarter finns listade i Catalogue of Life.